# 대칭 관계
수학에서 대칭 관계(對稱關係, 영어: symmetric relation)는 두 대상 사이의 관계의 성립 여부가 두 대상의 순서와 무관한 이항 관계이다. 예를 들어, 형제자매 관계는 대칭 관계이지만, 조상과 자손의 관계는 대칭적이지 않다. 반사 관계인 대칭 관계는 그래프 이론의 연구 대상이다.

## 정의
집합 {\displaystyle X} 위의 이항 관계 {\displaystyle R\subseteq X^{2}}가 다음 조건을 만족시키면, 대칭 관계라고 한다.
- 임의의 {\displaystyle x,y\in X}에 대하여, 만약 {\displaystyle (x,y)\in R}라면, {\displaystyle (y,x)\in R}

## 성질
크기 {\displaystyle n}의 유한 집합 위에는 총 {\displaystyle 2^{n(n+1)/2}}개의 대칭 관계가 존재한다. 작은 {\displaystyle n}에 대하여, 이는 다음과 같다 ({\displaystyle n=0,1,2,\dots }).
1, 2, 8, 64, 1024, … (OEIS의 수열 A006125)

### 반사 대칭 관계
집합 {\displaystyle X} 위의 반사 대칭 관계 {\displaystyle R}에 대하여, {\displaystyle {\mathcal {C}}_{R}}가 {\displaystyle R}의 극대 클릭들의 집합이라고 하자. 즉, {\displaystyle {\mathcal {C}}_{R}}는 다음 조건을 만족시키는 극대 부분 집합 {\displaystyle C\subseteq X}들로 구성된다.
- 임의의 {\displaystyle c,c'\in C}에 대하여, {\displaystyle (c,c')\in R}

그렇다면, {\displaystyle {\mathcal {C}}_{R}}는 {\displaystyle X}의 덮개이며, 다음 두 성질을 만족시킨다.
- (A) 임의의 {\displaystyle C\in {\mathcal {C}}_{R}} 및 {\displaystyle {\mathcal {F}}\subseteq {\mathcal {C}}_{R}}에 대하여, 만약 {\displaystyle \textstyle C\subseteq \bigcup {\mathcal {F}}}라면, {\displaystyle \textstyle \bigcap F\subseteq C}이다.
- (B) 임의의 {\displaystyle S\subseteq X}에 대하여, 만약 {\displaystyle S}가 {\displaystyle {\mathcal {C}}_{R}}의 원소의 부분 집합이 아니라면, {\displaystyle {\mathcal {C}}_{R}}의 원소의 부분 집합이 아닌 두 원소 집합 {\displaystyle \{s,t\}\subseteq S}가 존재한다.

반대로, 조건 (A)와 (B)를 만족시키는 {\displaystyle X}의 덮개 {\displaystyle {\mathcal {C}}}가 주어졌을 때, {\displaystyle X} 위에 다음과 같은 이항 관계 {\displaystyle R_{\mathcal {C}}}를 정의하자.
{\displaystyle (x,y)\in R_{\mathcal {C}}\iff \exists C\in {\mathcal {C}}\colon x,y\in C}
그렇다면, {\displaystyle R_{\mathcal {C}}}는 반사 대칭 관계이다. {\displaystyle R\mapsto {\mathcal {C}}_{R}}는 {\displaystyle X} 위의 반사 대칭 관계들의 집합과 조건 (A)와 (B)를 만족시키는 {\displaystyle X}의 덮개들의 집합 사이의 일대일 대응이며, 그 역함수는 {\displaystyle {\mathcal {C}}\mapsto R_{\mathcal {C}}}이다. 즉, 반사 대칭 관계의 개념은 위 두 조건을 만족시키는 덮개의 개념과 동치이다.:304, Theorem 1

## 예
모든 동치 관계는 대칭 관계이다.
순서체 {\displaystyle K} 위에서 다음과 같은 이항 관계 {\displaystyle R}를 생각하자. (예를 들어, {\displaystyle K}는 유리수체 {\displaystyle \mathbb {Q} }나 실수체 {\displaystyle \mathbb {R} }로 취할 수 있다.)
{\displaystyle (x,y)\in R\iff |x-y|\leq 1}
그렇다면 {\displaystyle R}는 {\displaystyle K} 위의 반사 대칭 관계이다. 반면, {\displaystyle K} 위에 이항 관계
{\displaystyle (x,y)\in S\iff 0<|x-y|\leq 1}
를 정의하였을 때, {\displaystyle S}는 대칭 관계이지만, 반사 관계가 아니다.

### 직교
초등 기하학에서, 두 직선이 수직으로 만나는 관계는 대칭 관계를 이룬다. 보다 일반적으로, 임의의 체 {\displaystyle K} 및 {\displaystyle K}-벡터 공간 {\displaystyle V} 및 쌍선형 형식 {\displaystyle B\colon V\times V\to K}에 대하여, 다음 두 조건이 서로 동치이다.:17, Proposition 2.7
- (직교의 대칭성) 만약 {\displaystyle B(u,v)=0}라면, {\displaystyle B(v,u)=0}이다.
- {\displaystyle B}는 대칭 쌍선형 형식이거나, 교대 쌍선형 형식이다.
- {\displaystyle B}는 대칭 쌍선형 형식이거나, 반대칭 쌍선형 형식이다.

## 같이 보기
- 추이적 관계
- 반대칭관계

## 참고 문헌
1. ↑  Chajda, Ivan; Niederle, Josef; Zelinka, Bohdan (1976). “On existence conditions for compatible tolerances”. 《Czechoslovak Mathematical Journal》 (영어) 26 (101): 304–311. doi:10.21136/CMJ.1976.101403. EuDML 12943. ISSN 0011-4642. MR 0401561. Zbl 0333.08006.
2. ↑  Grove, Larry C. (2002). 《Classical groups and geometric algebra》. Graduate Studies in Mathematics (영어) 39. 프로비던스: American Mathematical Society. ISBN 0-8218-2019-2. ISSN 1065-7338 |issn= 값 확인 필요 (도움말). MR MR1859189. Zbl 0990.20001.